# Ledvinovníkovité

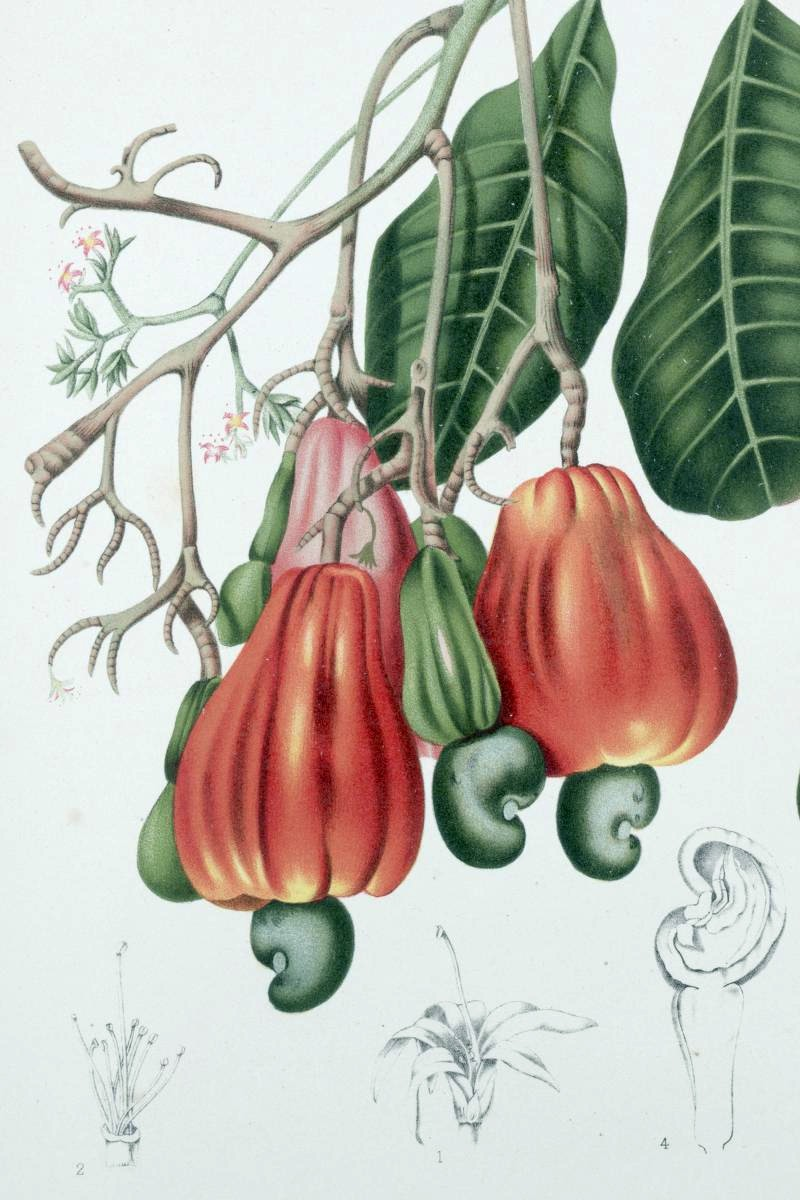
Botanická ilustrace ledvinovníku západního z roku 1863

Ledvinovníkovité (Anacardiaceae), někdy také ledviníkovité, je čeleď rostlin z řádu mýdelníkotvaré. Čeleď zahrnuje asi 800 druhů v 80 rodech a je rozšířena v tropech a subtropech celého světa s přesahy do oblastí mírného pásu. V původní květeně Evropy je zastoupena rody ruj, řečík a searsie. Do České republiky žádný druh přirozeně nezasahuje, avšak pěstované druhy škumpa orobincová a ruj vlasatá zde občas zplaňují.
Mezi hospodářsky nejvýznamnější druhy náleží ledvinovník západní, pěstovaný pro oříšky kešu, mangovník indický, pěstovaný pro mango, a řečík pistáciový produkující pistácie. Některé druhy jsou zdrojem kvalitního dřeva, jiné mají význam v domorodé medicíně nebo jsou zdrojem tříslovin či pryskyřic k výrobě laků. Pěstují se také jako okrasné dřeviny.
Šťáva z rostlin má dráždivé účinky a řada zástupců především z podčeledi Anacardioideae způsobuje při dlouhodobějším nebo opakovaném kontaktu s pokožkou u citlivějších jedinců alergické reakce projevující se dermatitidou, která může mít i vážný průběh.

## Popis
Zástupci čeledi ledvinovníkovité jsou stálezelené nebo opadavé stromy a keře, řidčeji liány nebo polokeře. Rostliny mohou být jednodomé, dvoudomé nebo polygamní. Při rozemnutí často voní po terpentýnu. V borce i jiných rostlinných částech (kořeny, větší listové žilky, květy, plody, často i v parenchymu) se nacházejí dobře vyvinuté pryskyřičné kanálky, obsahující čirou pryskyřičnatou šťávu, která u mnoha zástupců později na vzduchu ztvrdne a zčerná. Občas jsou přítomny i schizogenní nebo lyzigenní pryskyřičné nádržky (např. v oplodí ledvinovníku). Některé druhy ze suchých oblastí jsou sukulentní, zástupci přizpůsobení chladnému nebo suchému klimatu mohou mít trny. Listy jsou zpravidla zpeřené (většinou lichozpeřené), trojčetné, či jednolisté (výjimečně jednoduché), obvykle střídavé, bez palistů, často nahloučené na koncích větví. Listy mohou být celokrajné nebo na okraji zubaté, pilovité či vroubkované. Jednotlivé lístky zpeřených listů bývají většinou vstřícné. Žilnatina je zpeřená, pouze u rodu Campylopetalum dlanitá.
Květy jsou drobné, pravidelné, jednopohlavné nebo oboupohlavné, často se článkovanými stopkami, uspořádané ve vrcholových nebo úžlabních květenstvích, nejčastěji latách nebo thyrsoidech. Okvětí je většinou čtyř nebo pětičetné. Kališní lístky bývají na bázi srostlé, kalich je opadavý nebo vytrvalý. Koruna je volná, opadavá nebo vytrvalá. Tyčinek bývá stejný nebo dvojnásobný počet oproti kališním lístkům a jsou uspořádány v 1 nebo 2 kruzích. Výjimečně je tyčinek větší počet, ve více kruzích. U některých zástupců je část tyčinek sterilních (staminodia).
Gyneceum je svrchní nebo vzácně spodní či polospodní, synkarpní a srostlé nejčastěji ze 3 plodolistů (řidčeji z 5, výjimečně ze 2 nebo až 12 plodolistů nebo monomerické, tvořené jediným plodolistem). Výjimečně jsou plodolisty srostlé jen částečně a připomínají apokarpní gyneceum. Počet komůrek semeníku odpovídá počtu plodolistů a v každé je jediné vajíčko.
Plody mohou být suché nebo dužnaté, nejčastěji peckovice nebo samara (křídlatá nažka), řidčeji měchýřek nebo bobule. U některých zástupců jsou plody podepřeny dužnatým hypokarpem (např. u ledvinovníku) nebo zvětšeným, papírovitým až zdužnatělým kalichem či korunou. Plody obsahují většinou 1 až 5 semen.

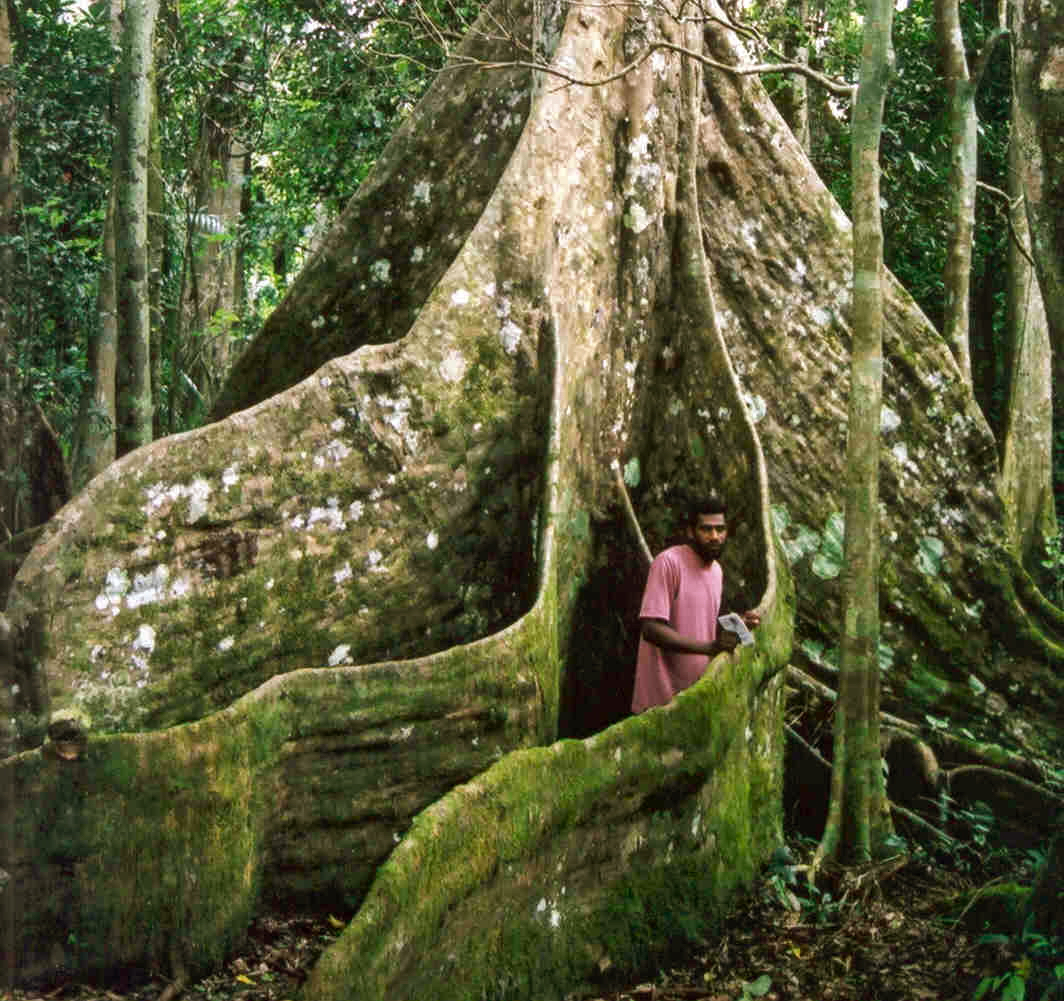
Pata kmene Dracontomelon vitiense s velkými kořenovými náběhy, Vanuatu
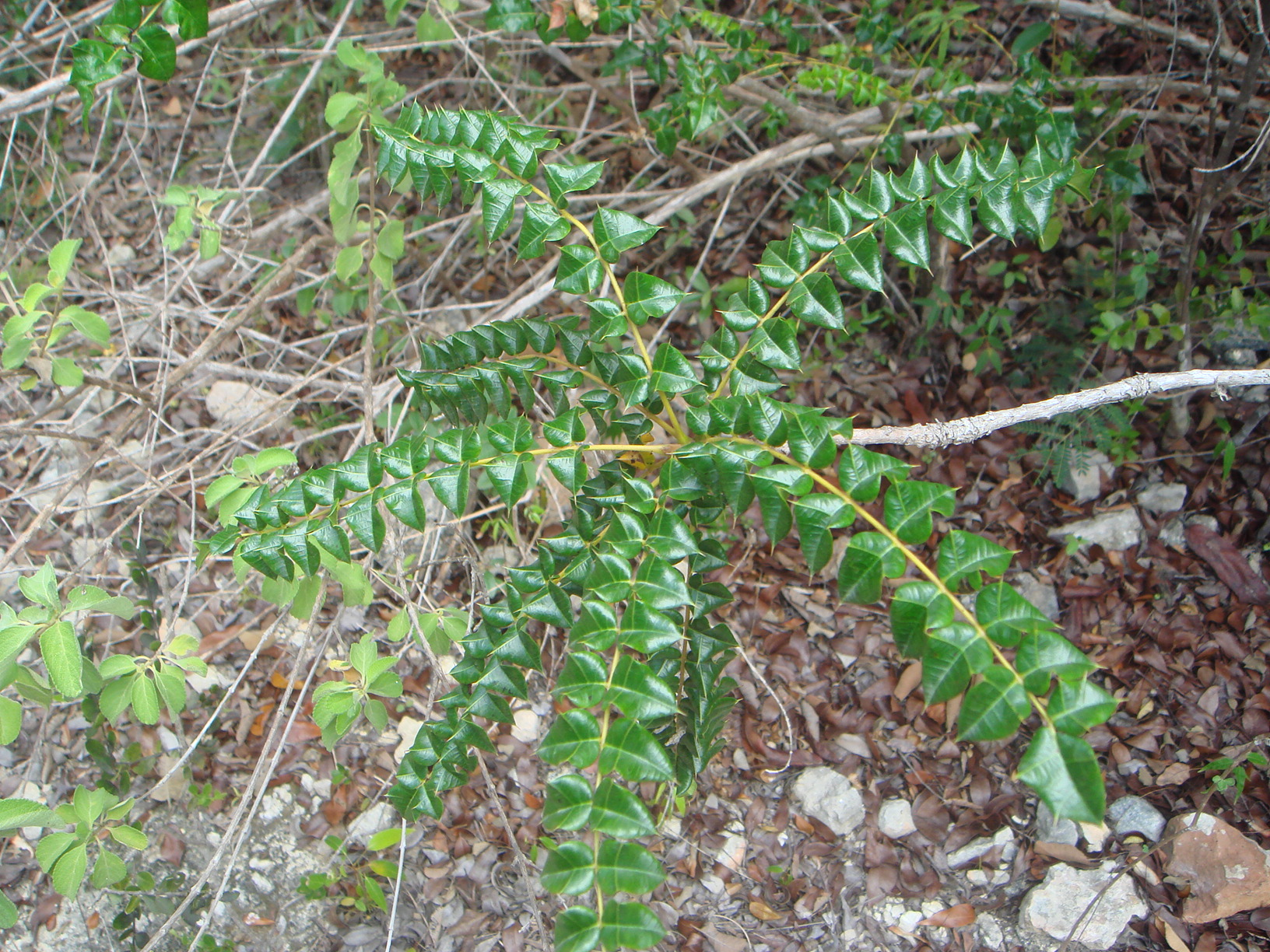
Neobvyklé olistění Comocladia dodonea
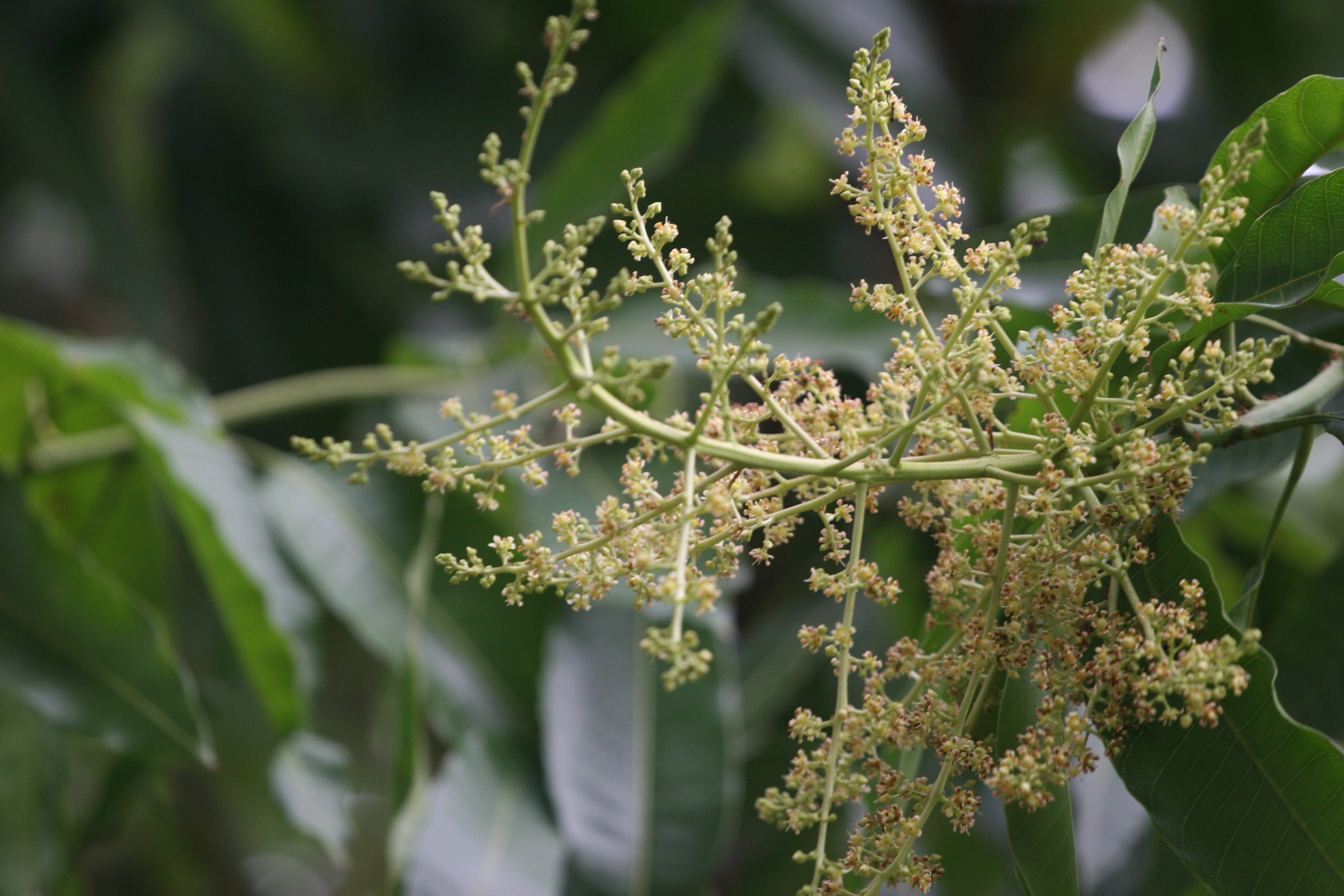
Květenství mangovníku indického
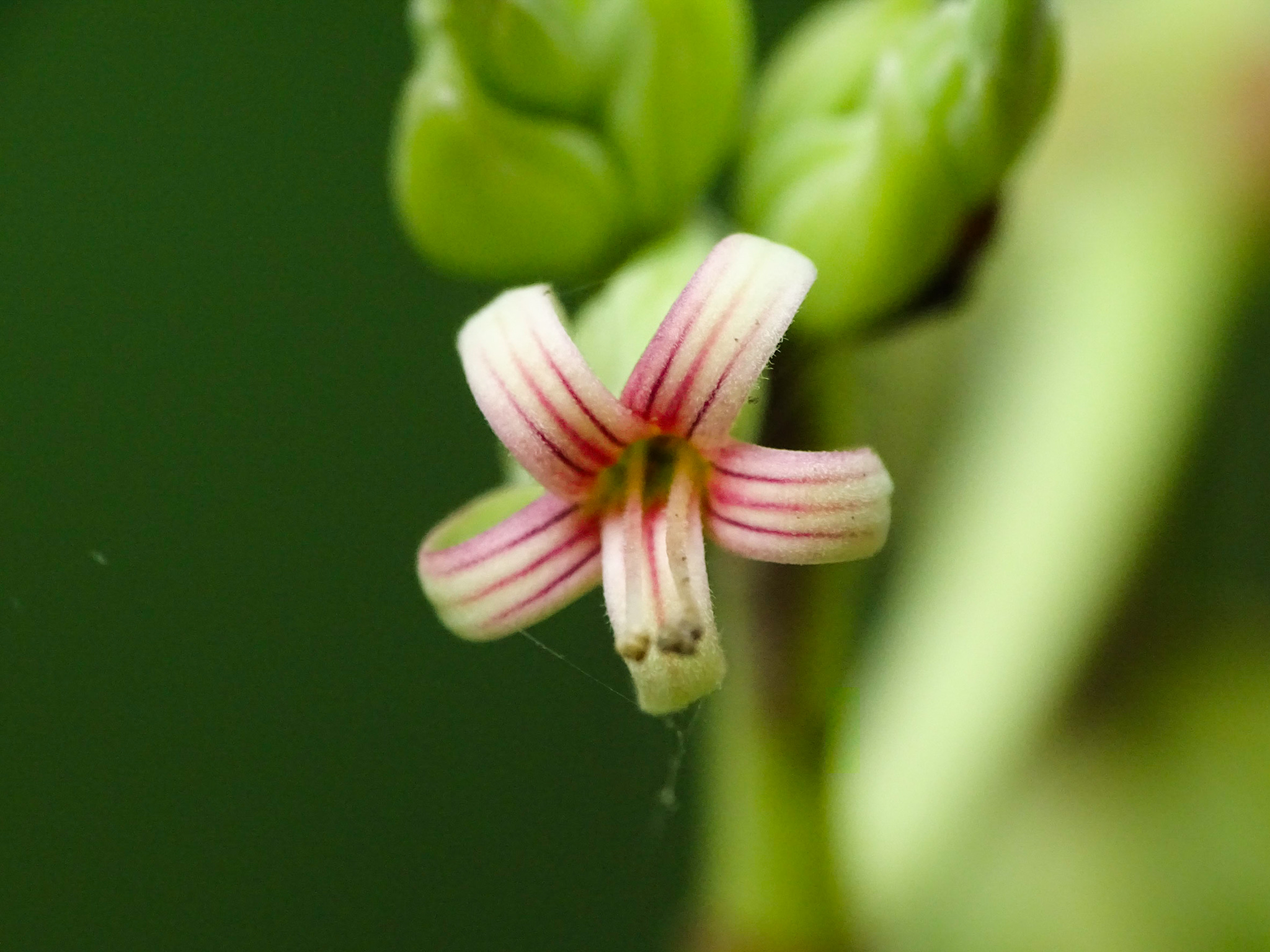
Detail květu ledvinovníku západního
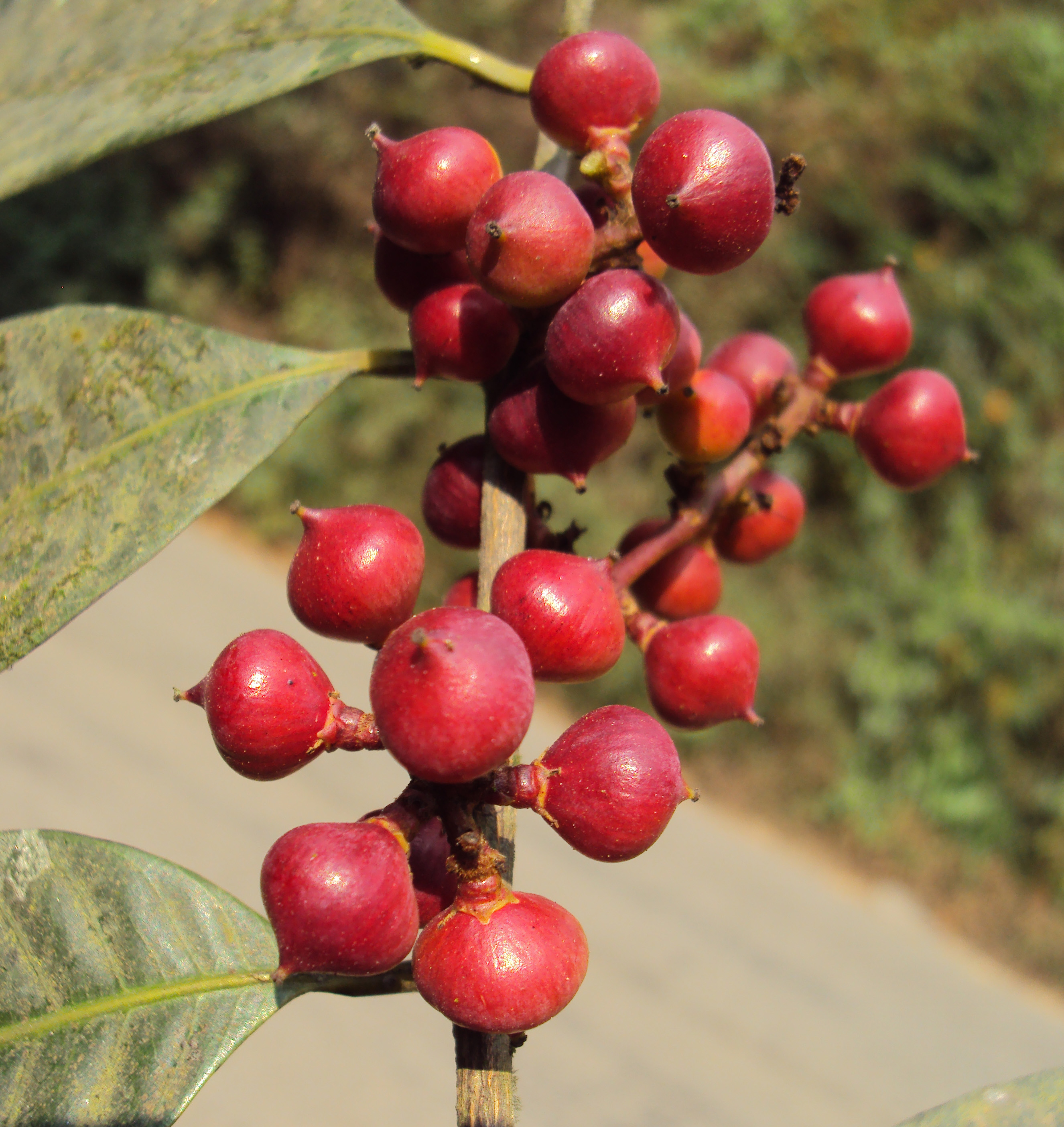
Plody Nothopegia beddomei
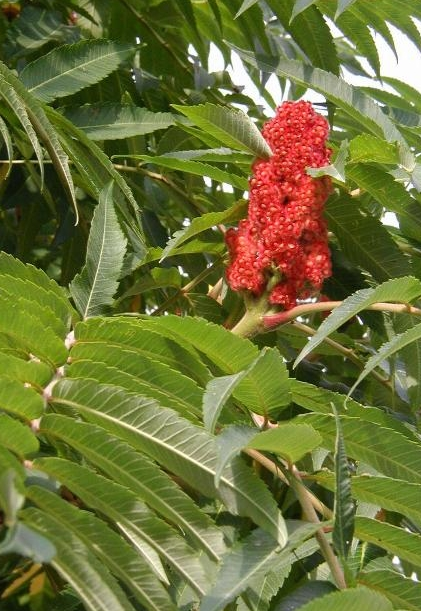
Plodenství a olistění škumpy orobincové

## Rozšíření
Čeleď zahrnuje asi 800 druhů v 79 až 81 rodech. Největší rody jsou searsie (Searsia, 111 druhů v Africe, Arábii, tropické Asii a na Sicílii), divoplod (Semecarpus, 88 druhů v Asii, Austrálii a Tichomoří), mangovník (Mangifera, 63 druhů v Asii), škumpa (Rhus, 53 druhů v Eurasii, Africe, Severní a Střední Americe), Ozoroa (46 druhů v subsaharské Africe a Jemenu), lanea (Lannea, 36 druhů v tropech Starého světa), černotok (Gluta, 34 druhů v Asii a Madagaskaru) a pepřovec (Schinus, 31 druhů v Jižní Americe). Je rozšířena v tropech a subtropech celého světa, nevelký počet druhů z několika rodů přesahuje i do oblastí mírného pásu. Vyskytují se v suchých i vlhkých oblastech, a to zejména v nížinách. Chybějí v severních oblastech Eurasie i Severní Ameriky, v jihozápadní Austrálii, Novém Zélandu, Galapágách, ve velmi suchých oblastech a vysokých nadmořských výškách. V tropech Starého světa je větší druhové zastoupení než v Neotropis. Primární centrum druhové diverzity je v Malajsii, dále v Indočíně, Madagaskaru, jižní a rovníkové Africe, Mexiku a Jižní Americe. V rámci jihovýchodní Asie roste největší počet druhů v západní části, největší endemismus na druhové úrovni je na Borneu, Nové Guineji a Malajském poloostrově. Ledvinovníkovité se vyskytují především v primárních tropických pralesích nižších až středních nadmořských výšek, kde rostou rozptýleně především jako součást nižšího korunního patra, některé druhy však dosahují i vrchního patra a dorůstají výšky až 55 metrů. Jsou zvláště hojně zastoupeny v bažinatých a rašelinných lesích. Řada opadavých druhů toleruje sezónně suché (monzunové) klima.
V původní evropské květeně je čeleď zastoupena 8 druhy, které jsou svým rozšířením omezeny na teplejší části kontinentu: 4 druhy řečíku, 2 druhy rodu searsie (pouze na Sicílii), škumpa koželužská a ruj vlasatá. Škumpa orobincová pochází ze Severní Ameriky, v Evropě (zejména ve Středomoří) však široce zdomácněla. Do České republiky žádný z těchto druhů přirozeně nezasahuje, občas zplaňuje pěstovaná ruj vlasatá a škumpa orobincová.
V USA je čeleď zastoupena 4 rody: škumpa (12 druhů), jedovatec (5 druhů), ruj americká a na Floridě Metopium toxiferum.
Rody škumpa a jedovatec zasahují i do Kanady. Z Číny je udáváno 55 druhů v 17 rodech.

## Ekologické interakce
Květy ledvinovníkovitých jsou primárně opylovány hmyzem. U některých zástupců, včetně ledvinovníků a mangovníků, se druhotně vyvinulo také opylování netopýry. Některé rody se přizpůsobily opylování větrem, ze známějších rostlin jsou to např. řečíky. Většina druhů ledvinovníkovitých má plody dužnaté peckovice, které jsou vyhledávány ptáky a savci konzumujícími dužninu, kteří se také postarají o šíření semen. Ze savců je vyhledávají zejména plodožraví netopýři, opice či veverky, ale také např. sloni. Semena některých zástupců včetně mangovníků a mombínů jsou šířena také vodou. Suchá semena či plody některých zástupců mají létací zařízení různého původu, která umožňují jejich šíření větrem.
Ledvinovníkovité jsou celosvětově živnými rostlinami housenek velkého množství různých druhů denních a zejména nočních motýlů, např. martináčů. V Americe se na nich živí mj. krásný babočkovitý motýl Marpesia petreus, v Africe Charaxes varanes.
U zástupců rostoucích zejména v jihoamerickém biotopu cerrado a také v oblasti Zambezi v tropické Africe se vyvinula zajímavá růstová forma připomínající podzemní strom, kdy se pod povrchem půdy nachází mohutný dřevnatý kmen, zatímco na zemském povrchu se objevují pouze polodřevnaté a krátkověké nebo i jen sezónní výhony. V Jižní Americe mají tuto formu zejména různé druhy ledvinovníku, v Africe někteří zástupci rodů searsie, lanea a Ozoroa.
Duté větévky rodu divoplod (Semecarpus) obývají zejména na Nové Guineji symbiotičtí mravenci.
U řady zástupců (mezi jinými i u některých škump) se nacházejí na spodní straně listů v paždí žilek domatia, obývaná symbiotickými roztoči. Domatia mohou mít podobu kapsiček nebo jen shluků chloupků.

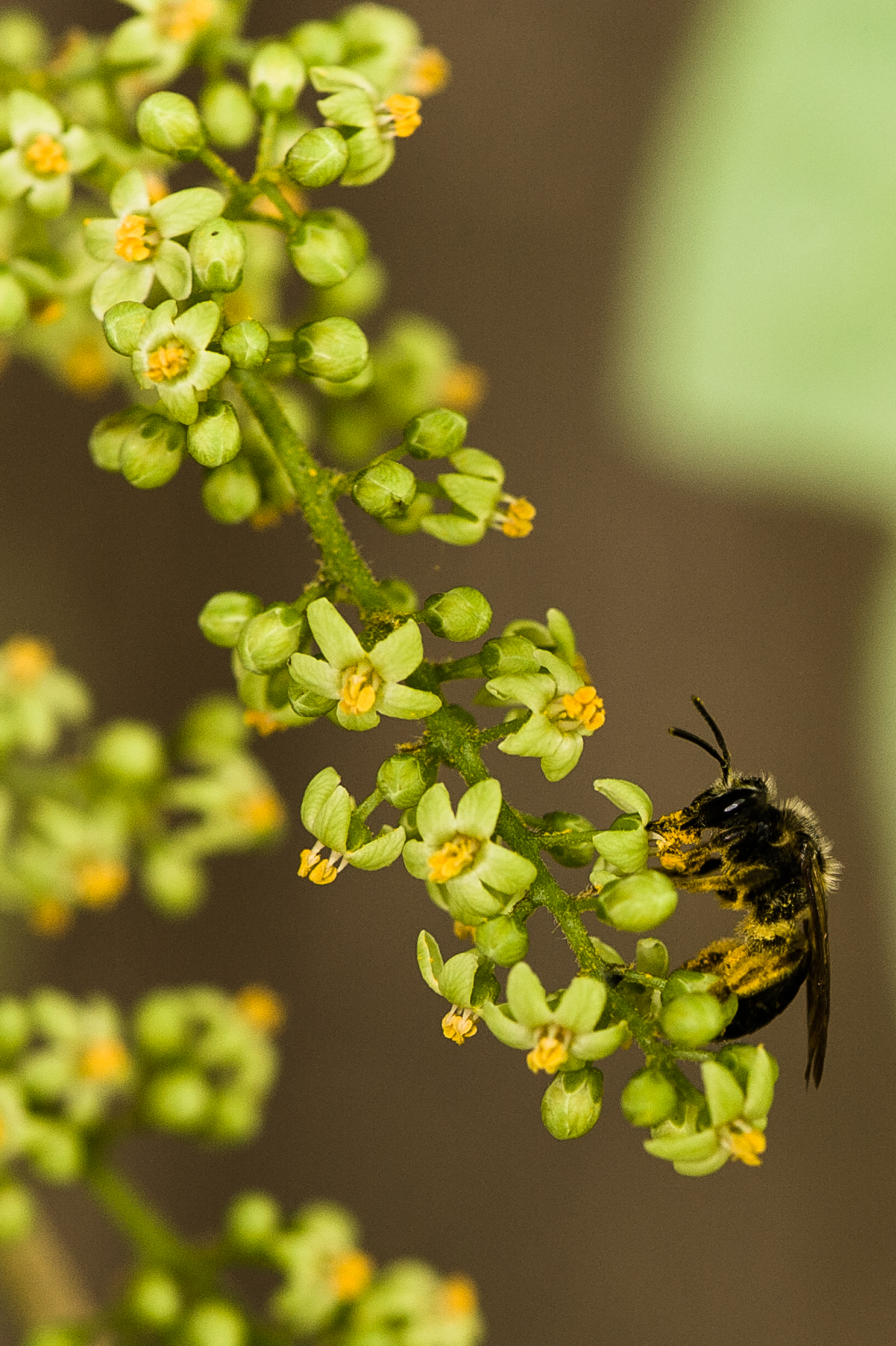
Včela na květech jedovatce kořenujícího
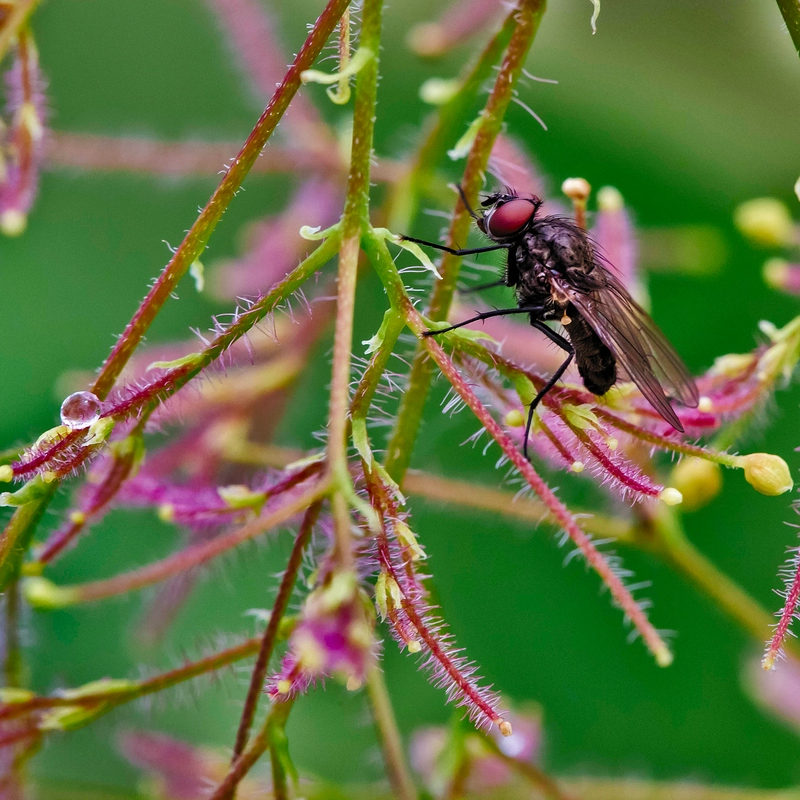
Moucha na květenství ruje vlasaté
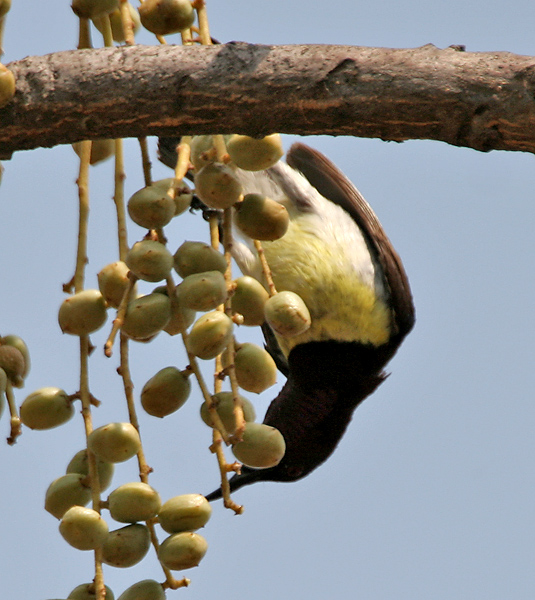
Strdimil srílanský hodující na plodech Lannea coromandelica
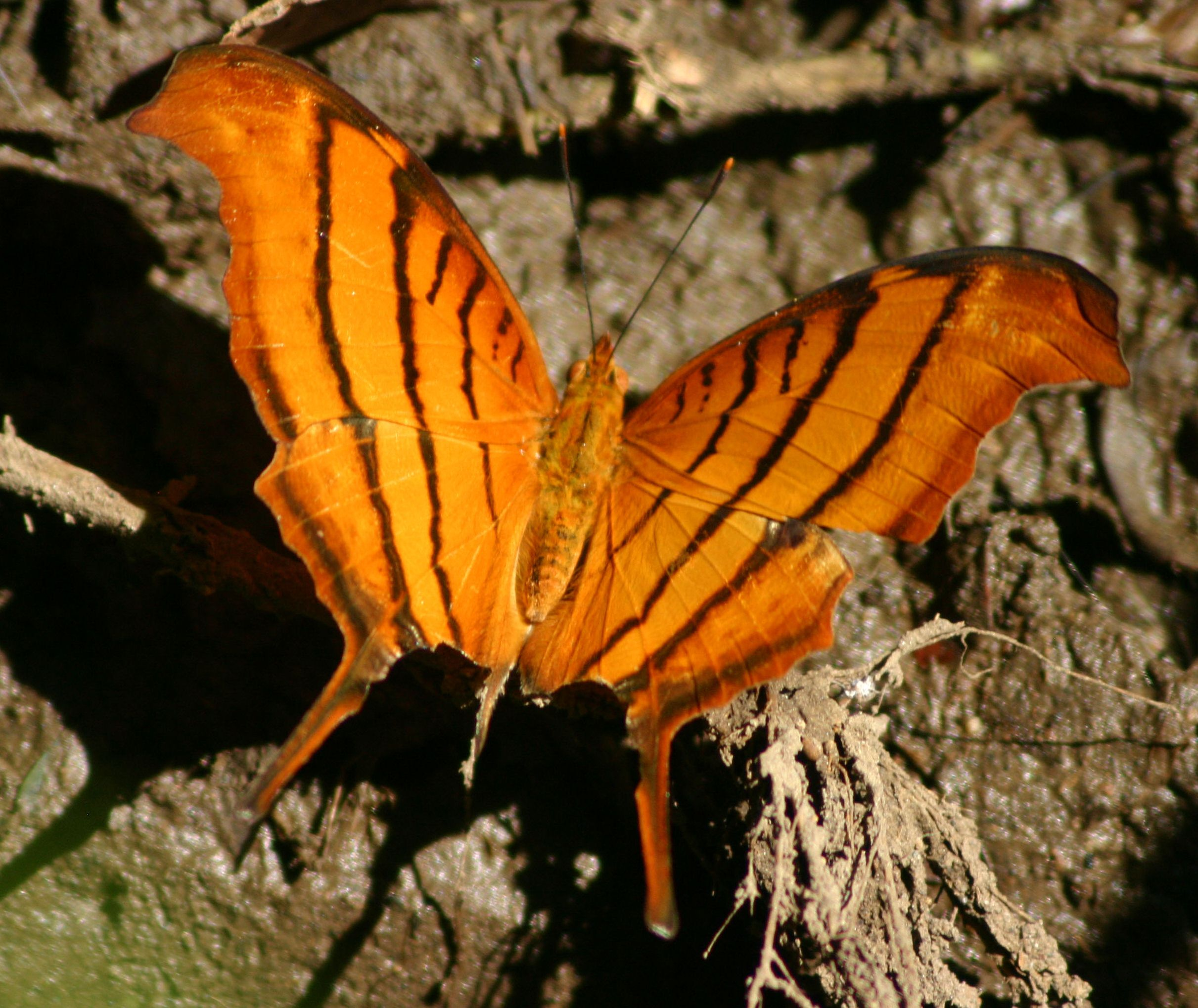
Babočkovitý motýl Marpesia petreus

## Obsahové látky a jedovatost
V rostlinách čeledi ledvinovníkovité jsou obsaženy zejména fenolické látky, triterpenické pryskyřice, slizy a třísloviny. Okrajově byla zjištěna i přítomnost alkaloidů.
Četní zástupci čeledi jsou známí produkcí látek s toxickými a alergenními účinky, obsažených zejména v ostré šťávě nacházející se v pryskyřičných kanálcích. Jedná se o látky fenolické povahy ze skupiny alkylkatecholů, alkylresorcinolů a biflavonoidů. Tyto fenolické sloučeniny slouží rostlinám jako obrana proti býložravému hmyzu, obratlovcům i patogenním houbám a byly dosud zjištěny u celkem 27 rodů této čeledi. Jedněmi z nejvíce alergenních látek jsou urushioly, obsažené v řadě zástupců včetně proslulého jedovatce kořenujícího. Jedná se o fenolické látky odvozené od pyrokatecholu. Do dané skupiny látek patří také kardol, obsažený v plodech ledvinovníku západního, a heptadecylresorcinol v mangu.
K alergickým reakcím dochází zejména při opakovaném či dlouhodobějším kontaktu se šťávou z rostlin, kdy dochází zvláště u citlivějších jedinců k senzibilizaci. Nemusí se jednat nutně o kontakt se stále stejným druhem rostliny. Při prvním kontaktu zpravidla k dermatitidě nedochází, šťáva některých druhů (např. z oplodí ledvinovníku) však působí i jako primární iritant. Silnější reakce po senzibilizaci se nejprve projevuje otokem a zarudnutím pokožky, později dochází ke vzniku puchýřů. Postižené místo často pálí, svědí nebo štípe a silně mokvá. Reakce může mít různý rozsah od mírné až po velmi silnou a vyžadující hospitalizaci. Mechanismus účinku spočívá v navázání účinných látek na bílkoviny v kůži. Vzniklý komplex se stává antigenem, na který reagují T-lymfocyty a spouštějí imunitní reakci. Doba od kontaktu s rostlinou k nástupu projevů dermatitidy může být v rozpětí od 12 hodin do 5 dní. Ke kontaktu se šťávou může dojít nejen přímo, ale i skrz kontaminované oblečení, jiné osoby, zvířata, předměty či např. piliny ze dřeva nebo lak. Nejčastější příčinou vážných případů dermatitidy v Severní Americe jsou různé druhy jedovatce. Z ekonomicky významnějších druhů způsobuje dermatitidy ledvinovník západní, mangovníky, pepřovec brazilský, jedovatce Toxicodendron vernicifluum a T. succedaneum, divoplod ledviníkový (Semecarpus anacardium) a kebračovník Schinopsis lorentzii. Konzumace listů nebo plodů (zvláště nezralých) některých druhů může vyústit ve vážnou gastroenteritidu, hemoroidy, potíže s dechem a eventuálně může dojít i k úmrtí. Dokonce i kouř vznikající při spalování některých rostlin může přivodit zánět cest dýchacích, vážnou dermatitidu nebo i dočasnou slepotu. Pod stromy některých asijských rodů (černotok, divoplod, Melanochyla, Swintonia) není vhodné se ukrývat za deště, který účinné látky splachuje z listů. Prchavé látky, uvolňované z květenství pepřovce brazilského a mangovníku mohou u citlivých osob spustit reakci připomínající astmatický záchvat. Jihoamerický kebračovník Schinopsis lorentzii způsobuje fotosenzibilitu.

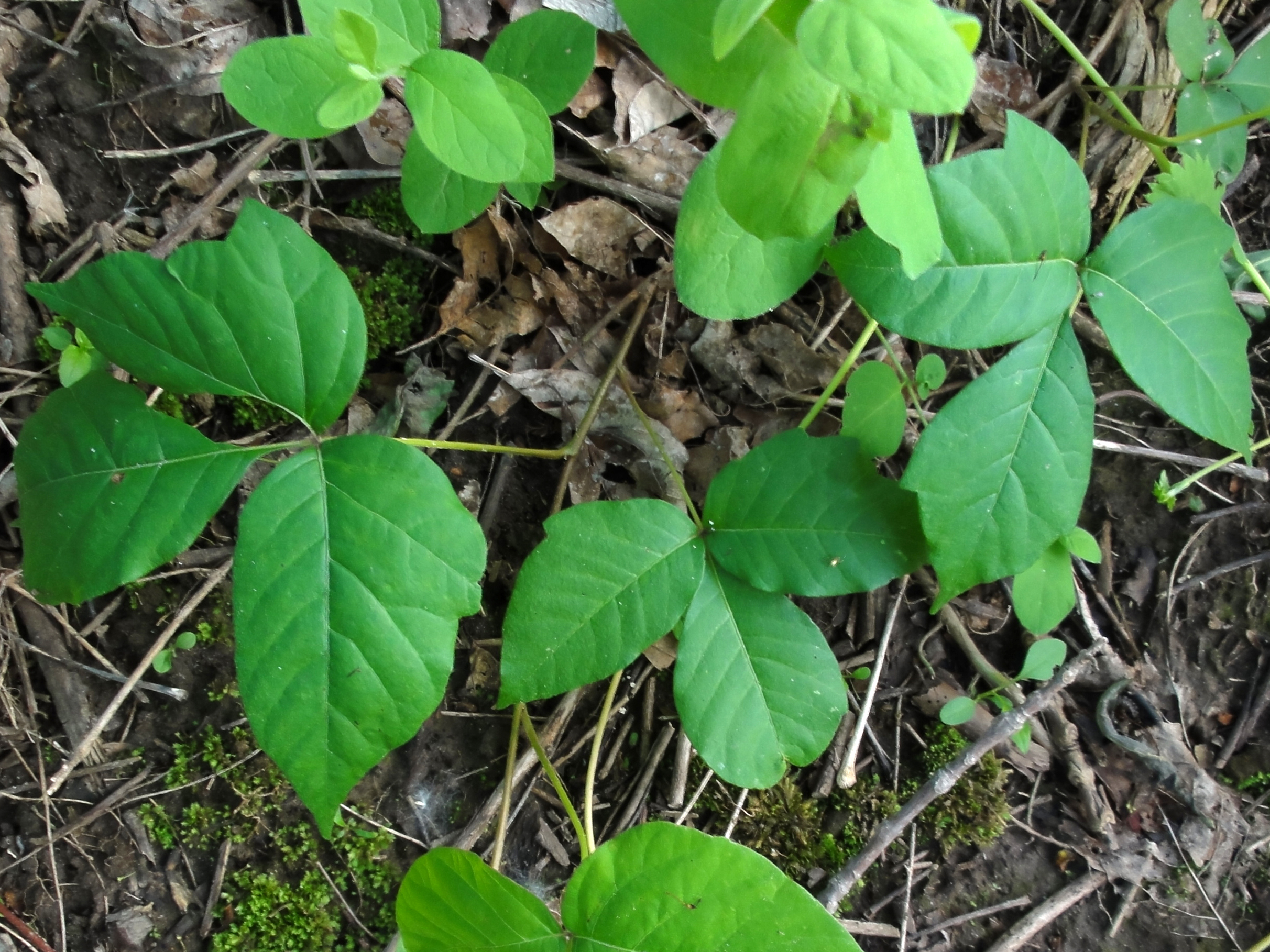
Jedovatec kořenující
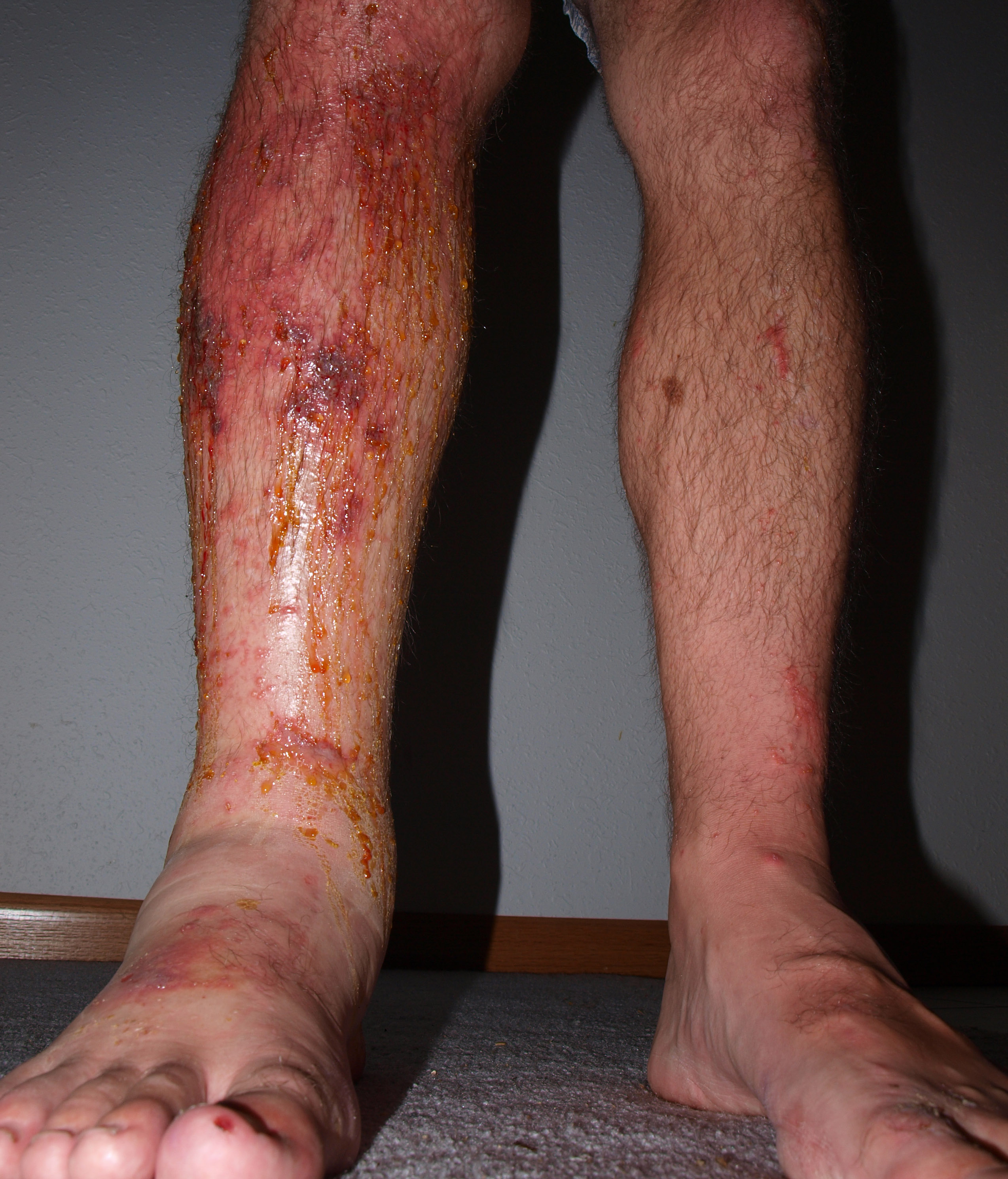
Dermatitida a otok po kontaktu s jedovatcem kořenujícím
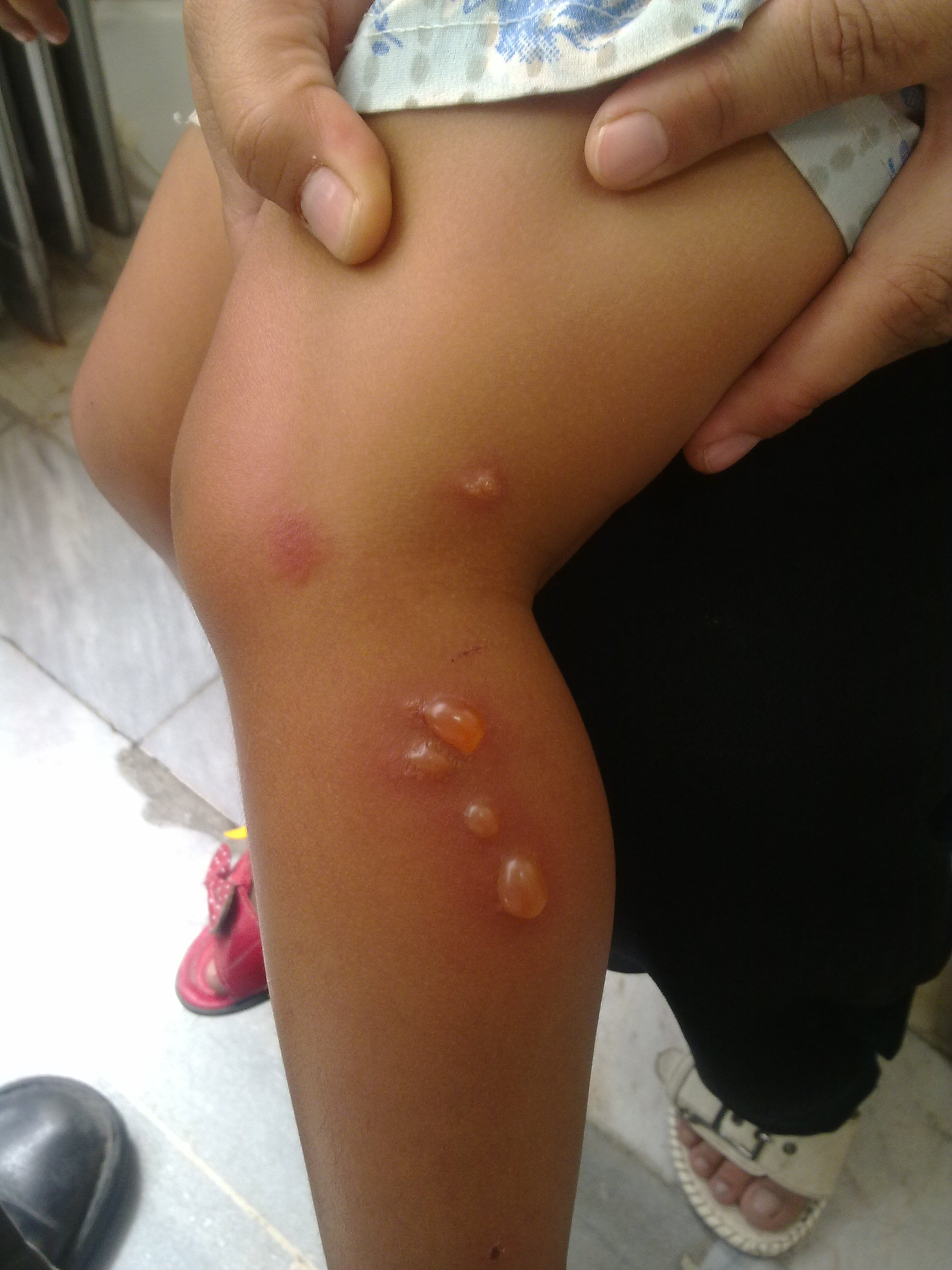
Tvorba puchýřů po kontaktu s jedovatcem
Obecný vzorec urushiolu, R = nevětvený alifatický řetězec

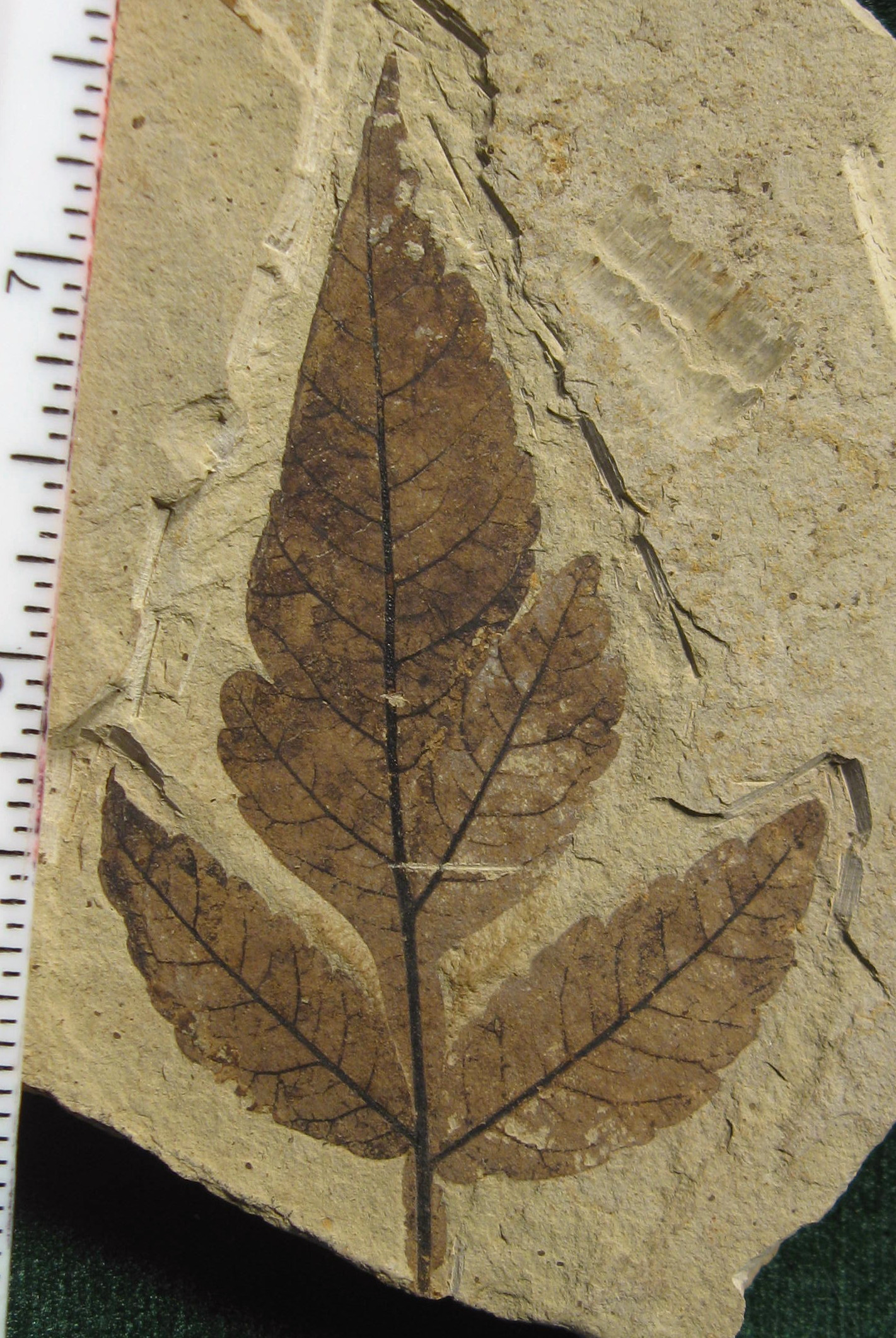
Fosilní list škumpy †Rhus malloryi ze spodního eocénu

## Prehistorie
Nálezy fosilních pozůstatků zástupců čeledi ledvinovníkovité jsou poměrně četné. Nejstarší doklady pylu a dřeva pocházejí z období paleocénu před 65 až 55 milióny let a jsou nacházeny v různých částech světa. Listy rodů Rhus a Cotinus, pocházející z eocénu, byly nalezeny v Coloradu.

## Taxonomie
Čeleď Anacardiaceae je řazena do řádu Sapindales a je členěna na dvě podčeledi: Anacardioideae a Spondioideae. Nejblíže příbuznou čeledí jsou dle výsledků fylogenetických studií Burseraceae, následují Kirkiaceae. Všechny tyto tři čeledi tvoří monofyletickou skupinu.
Taxonomické změny na rodové úrovni, související s nástupem molekulárních analýz, se týkaly především rodu Rhus (škumpa), který byl v minulosti pojímán mnohem šířeji a byly do něj mj. vřazeny i druhy rodu Toxicodendron (jedovatec), výsledky molekulárních studií však takové řešení nepodporují a v současné taxonomii je tento rod uznáván jako samostatný. V roce 2007 byl od rodu Rhus také oddělen rod Searsia (111 druhů v Africe, Asii a na Sicílii).

## Zástupci
- buchananie (Buchanania)
- černotok (Gluta)
- divoplod (Semecarpus)
- drakontomelon (Dracontomelon)
- gandarie (Bouea)
- harpefylum (Harpephyllum)
- holigarna (Holigarna)
- hvězducha (Astronium)
- jedovatec (Toxicodendron)
- kebračovník (Schinopsis)
- křivokřídlec (Loxopterygium)
- lanea (Lannea)
- ledvinovník (Anacardium)
- litrea (Lithraea)
- mangovník (Mangifera)
- marola (Sclerocarya)
- mombín (Spondias)
- Ozoroa
- pepřovec (Schinus)
- ruj (Cotinus)
- řečík (Pistacia)
- searsie (Searsia)
- škumpa (Rhus)[14]

## Význam
Největší hospodářský význam v rámci zemědělské produkce má ledvinovník západní (oříšky kešu), mangovník indický (mango), mombín sladký (mombín), pepřovec peruánský (růžový pepř) a řečík pistáciový (pistácie). Jako ovoce místního významu jsou využívány i jiné druhy z řady dalších rodů. V Africe je to např. Sclerocarya birrea, známá jako marola, v Brazílii Antrocaryon amazonicum.
Některé druhy poskytují kvalitní a trvanlivé dřevo, které má však význam spíše jen na lokálních trzích. Mezi nejvýznamnější náleží kebračovník (Schinopsis), jehož dřevo známé jako quebracho colorado bylo v Argentině široce používáno na železniční pražce. Z dalších jsou v Americe využívány zejména rody hvězducha (Astronium) a Myracrodruon, v Asii drakontomelon (Dracontomelon), černotok (Gluta), Campnosperma, Koordersiodendron a Swintonia.

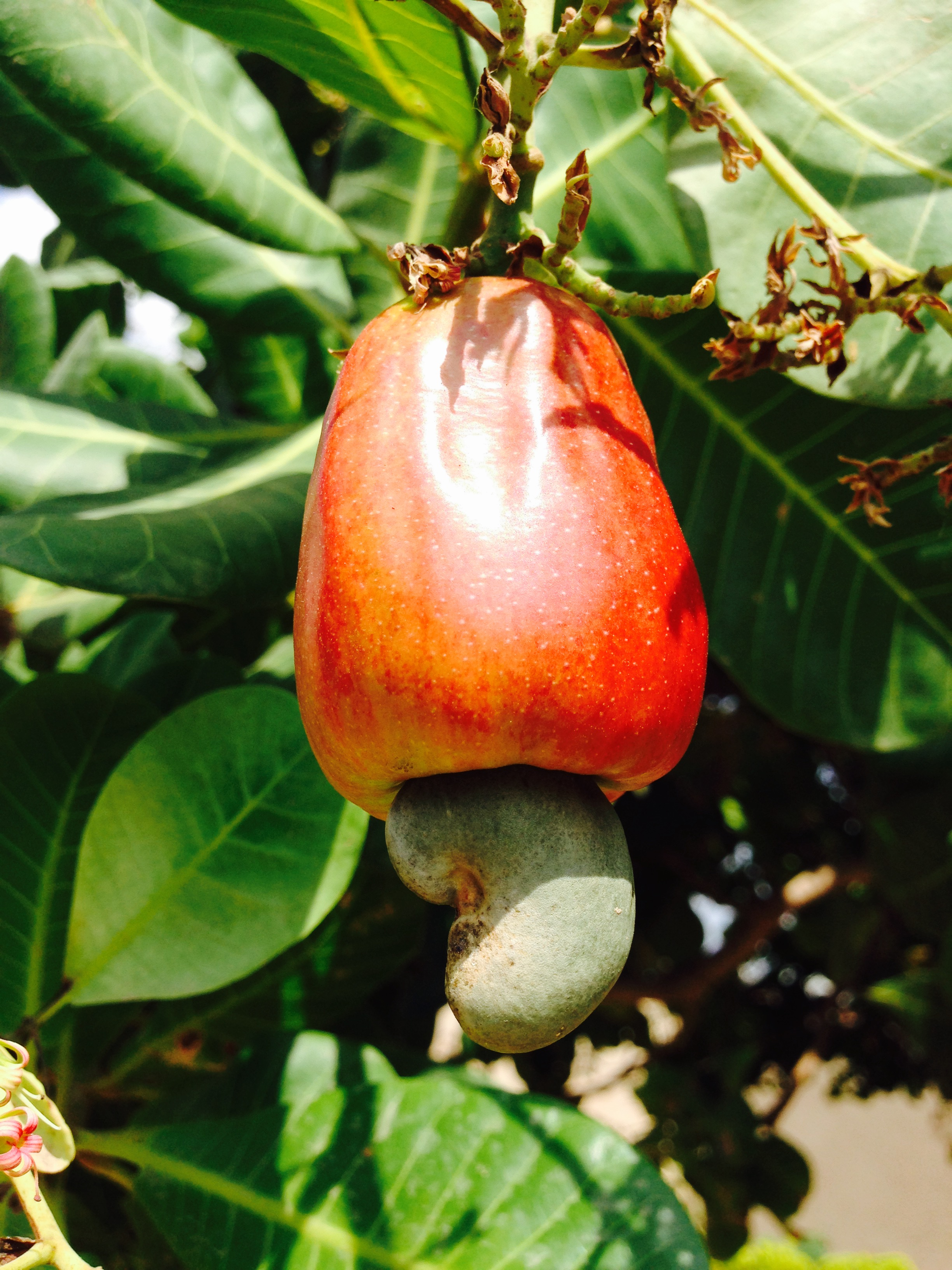
Plod ledvinovníku západního
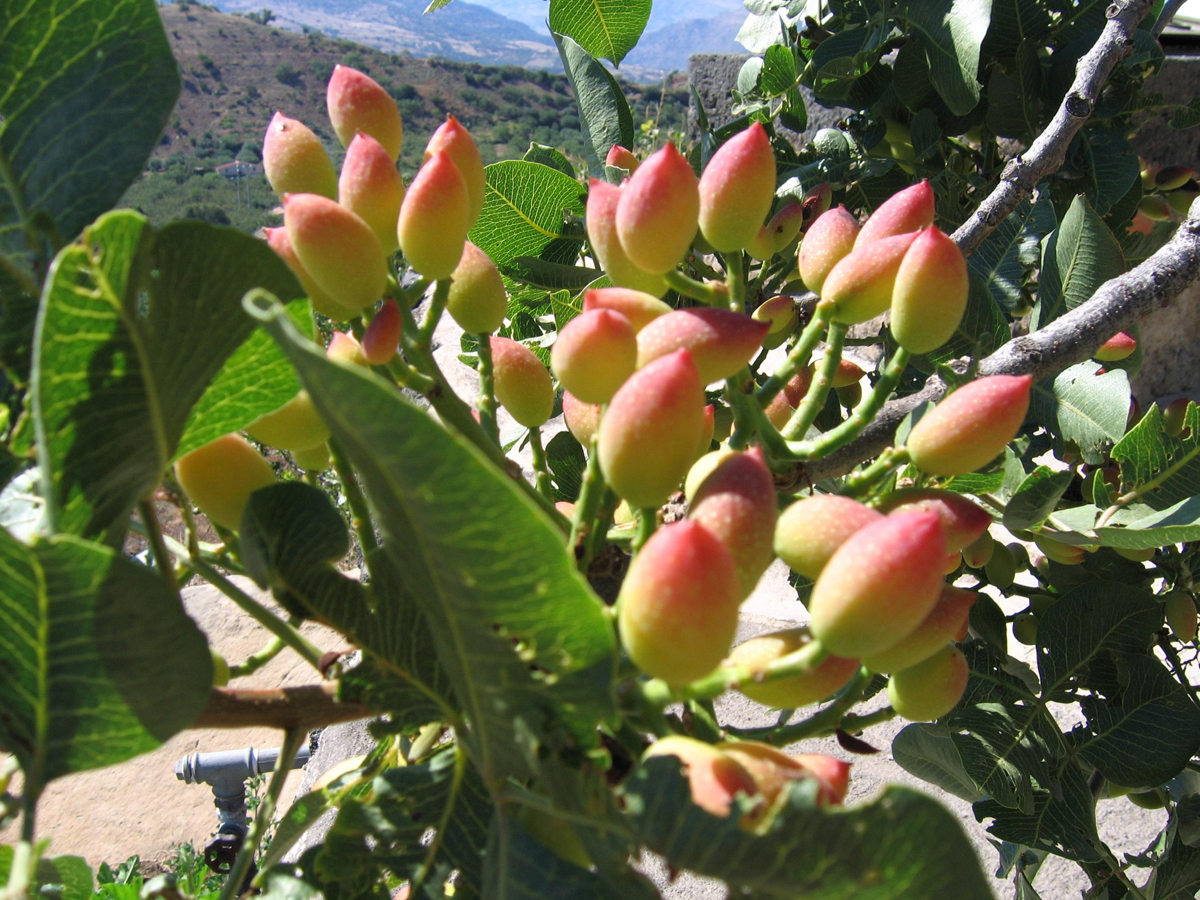
Plody řečíku pistáciového
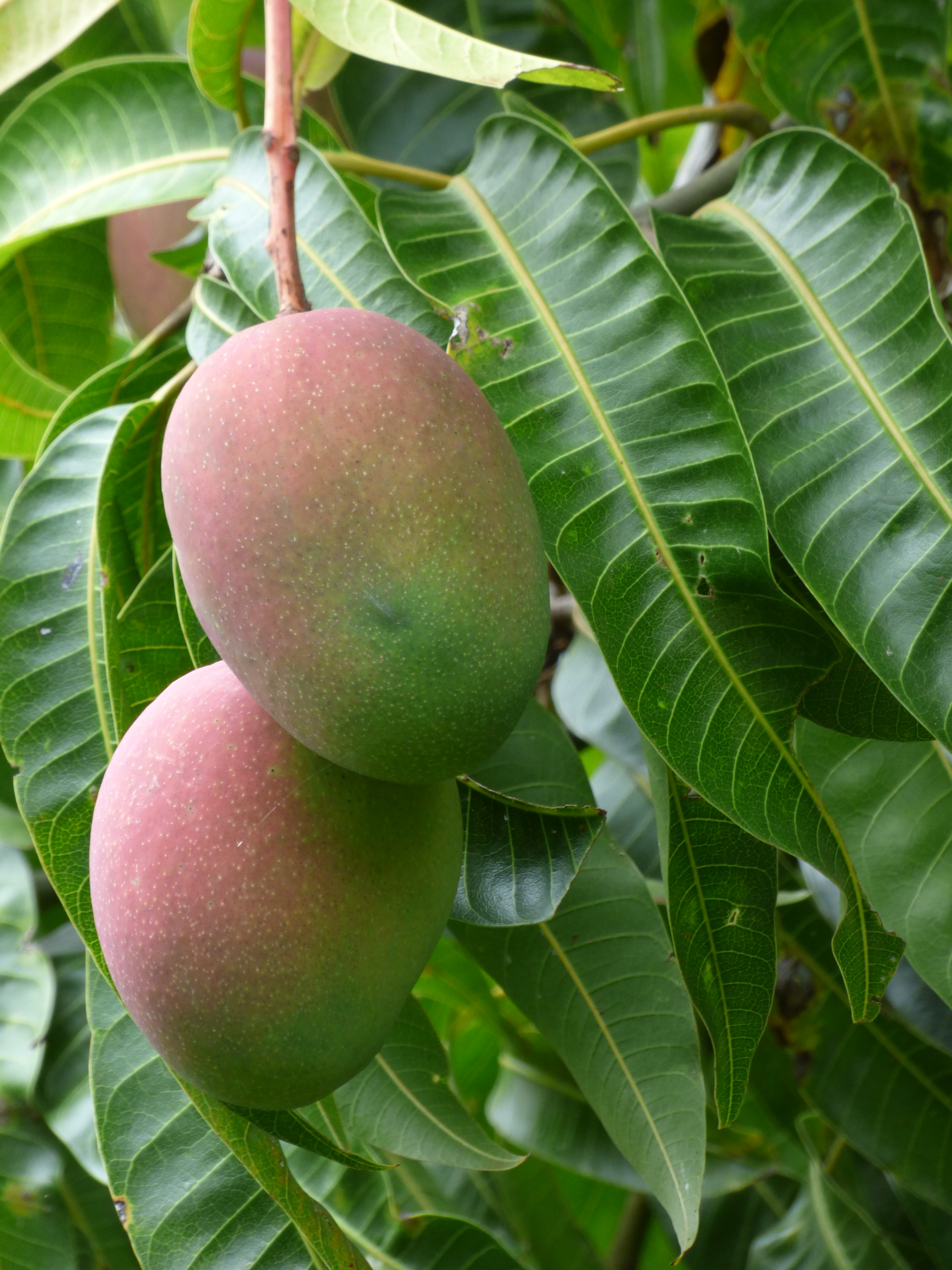
Mango, plody mangovníku indického
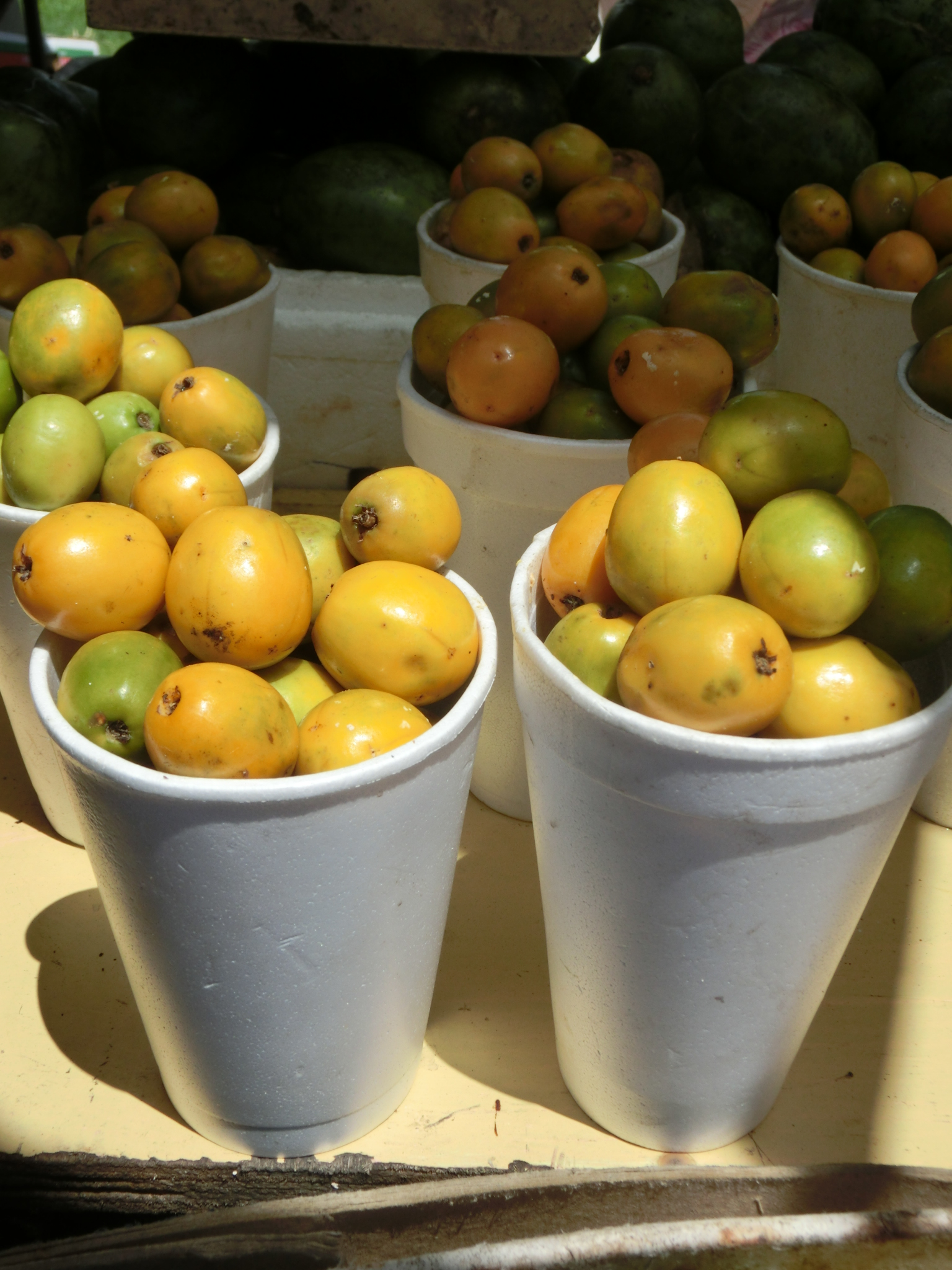
Plody mombínu v Dominikánské republice
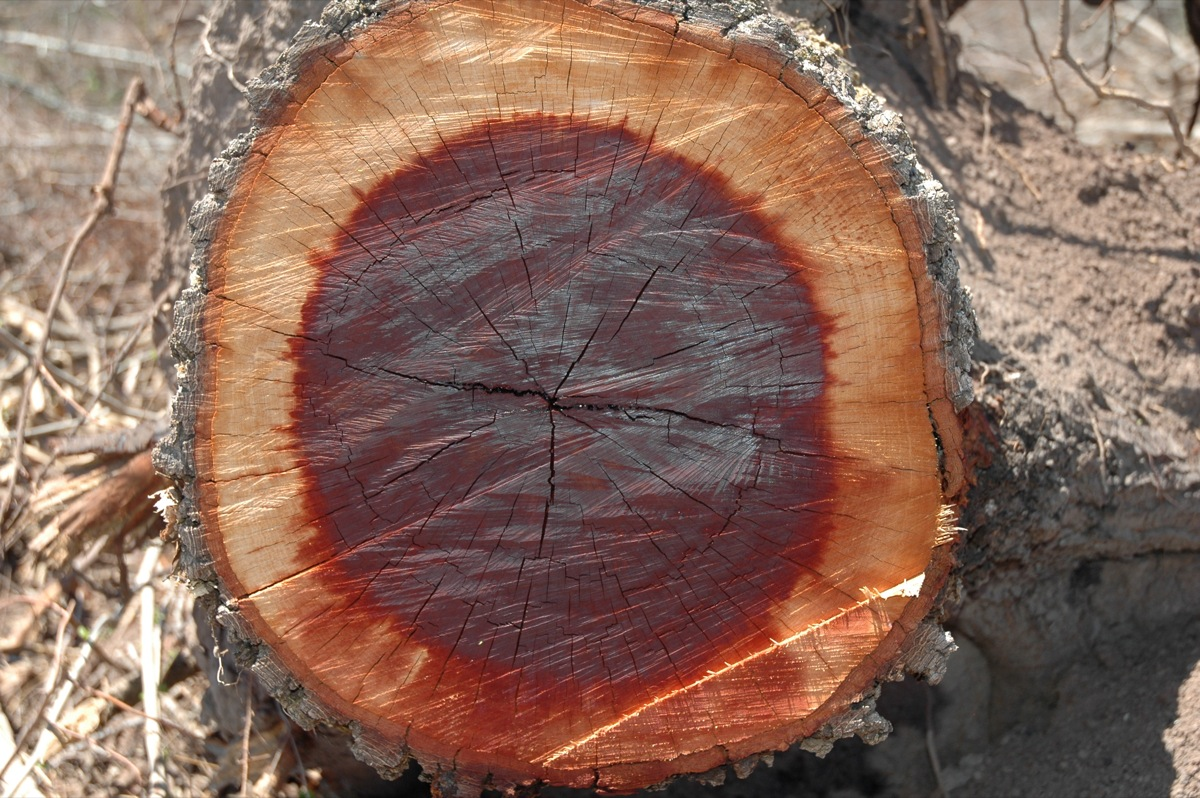
Dřevo kebračovníku Schinopsis balansae, kebračo
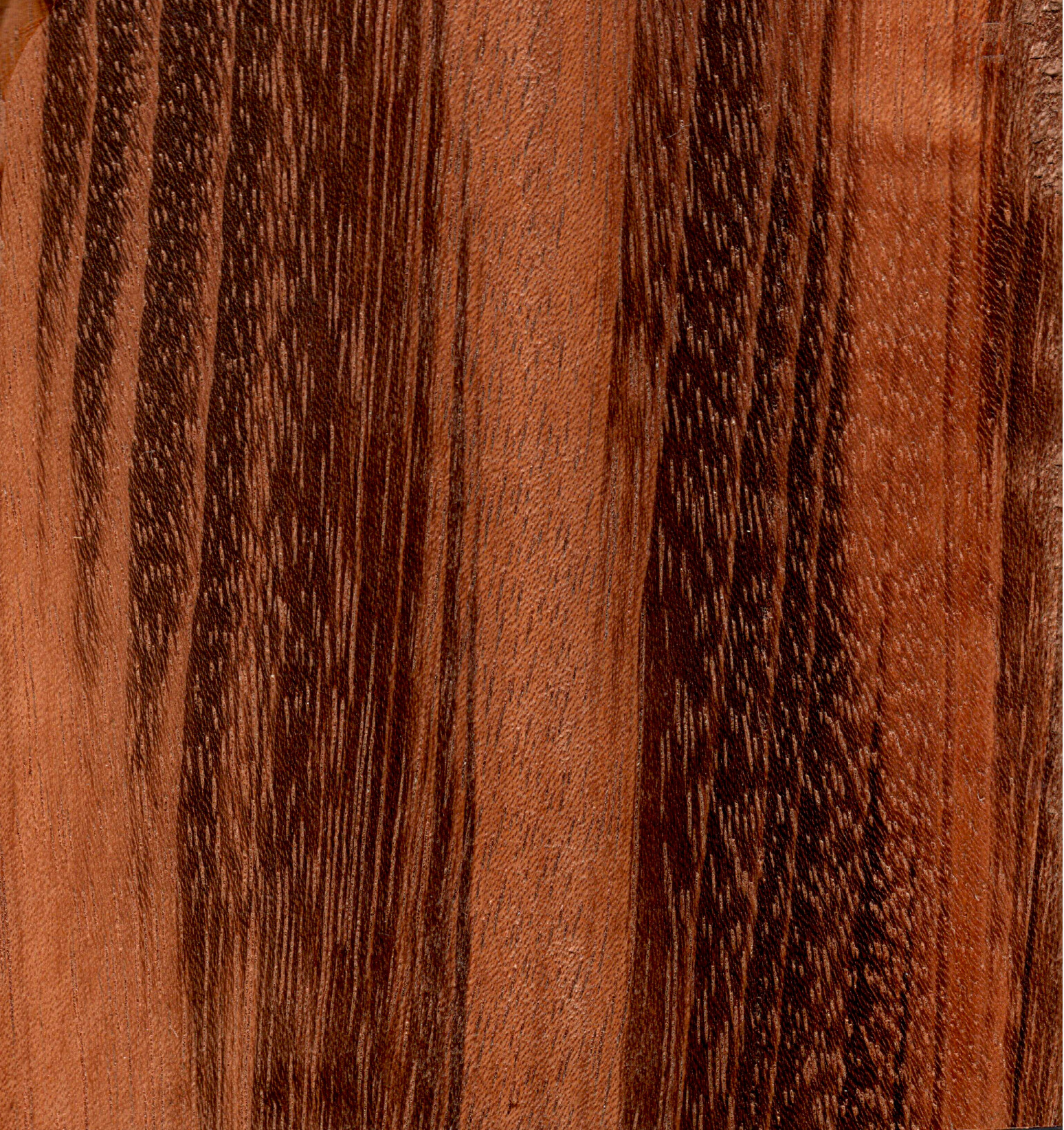
Tigerwood, dřevo Myracrodruon balansae

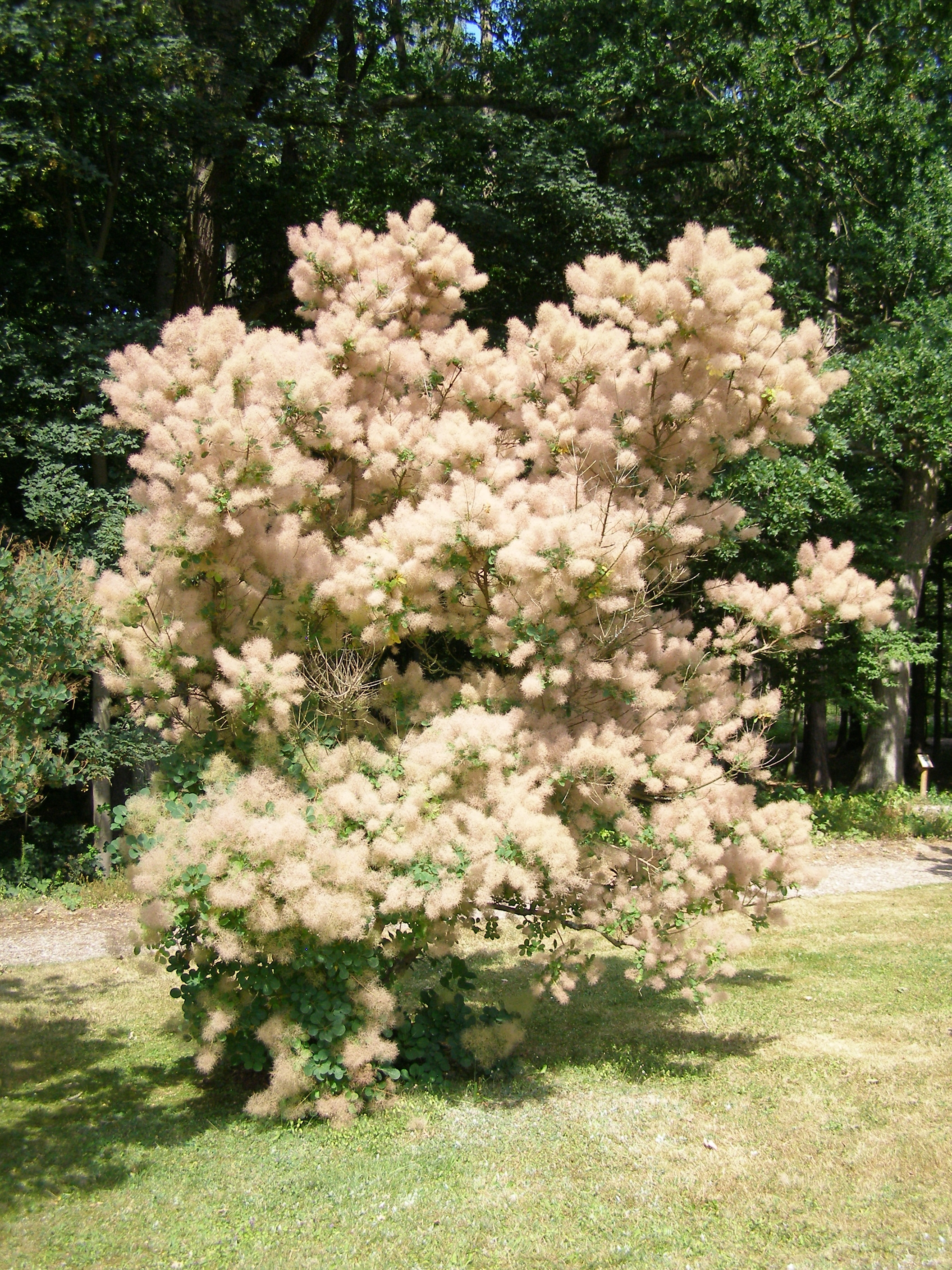
Bohatě kvetoucí ruj vlasatá

Řada druhů ledvinovníkovitých má význam jako okrasné dřeviny, pěstované pro ozdobné olistění, květenství nebo i plodenství. V České republice i dalších oblastech mírného pásu jsou to zejména škumpy a ruje, v omezené míře i jedovatce. V zemích s teplejším podnebím se pěstují řečíky, pepřovce a zástupci rodů harpefylum, lanea, searsie, Rhodosphaera a Smodingium.
Některé druhy jsou průmyslovým zdrojem tříslovin. Jedním z nejvýznamnějších světových zdrojů těchto látek jsou jihoamerické druhy rodu kebračovník, zejména Schinopsis lorentzii. Bohatý zdroj tříslovin představují také hálky na listech škumpy čínské a různé jiné druhy škump. Pryskyřice z jedovatců Toxicodendron vernicifluum a T. succedaneum a některých druhů z rodu černotok (zejm. Gluta usitata) je v Číně, Indočíně a Japonsku tradičně využívána k výrobě trvanlivých a ozdobných laků. Z řečíku lentišku je získávána pryskyřice, známá jako masticha nebo mastix.
Celá řada druhů z různých rodů má význam v domorodé medicíně k léčení široké palety neduhů. V moderní medicíně má význam kardol, získávaný ze slupek ořechů kešu a používaný k léčení filariázy, v tropech rozšířeného onemocnění způsobeného parazitickými hlísticemi. Některé látky ze skupiny anakardových kyselin, izolované z ledvinovníku západního, jsou zkoumány v souvislosti s léčením rakoviny a prevence zubního kazu.
Některé druhy pěstované či vysazované mimo oblast původu se staly invazními rostlinami: Asijský jedovatec Toxicodendron succedaneum v Brazílii, pepřovec brazilský v různých oblastech tropů a subtropů, řečík čínský v Texasu.

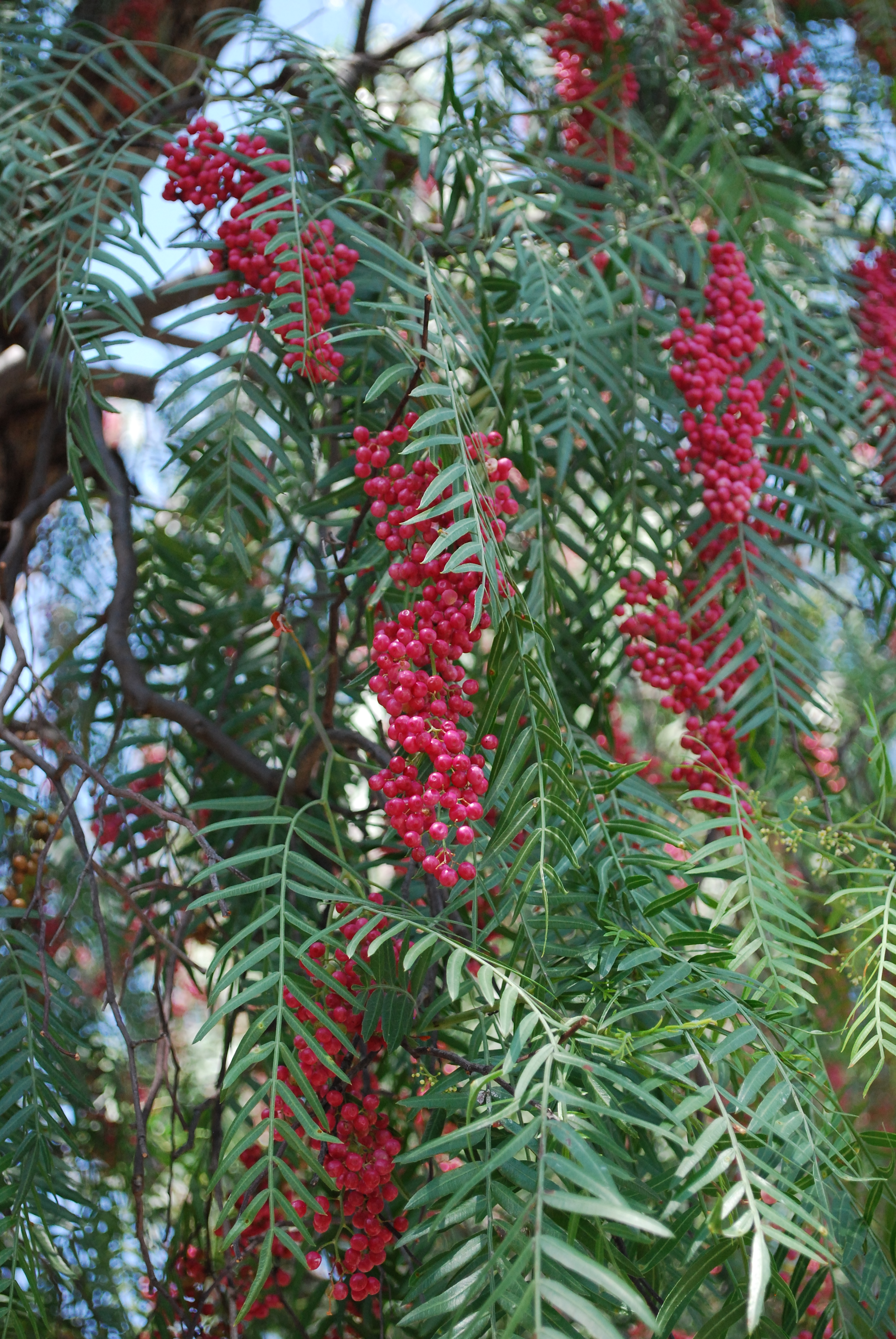
Pepřovec peruánský
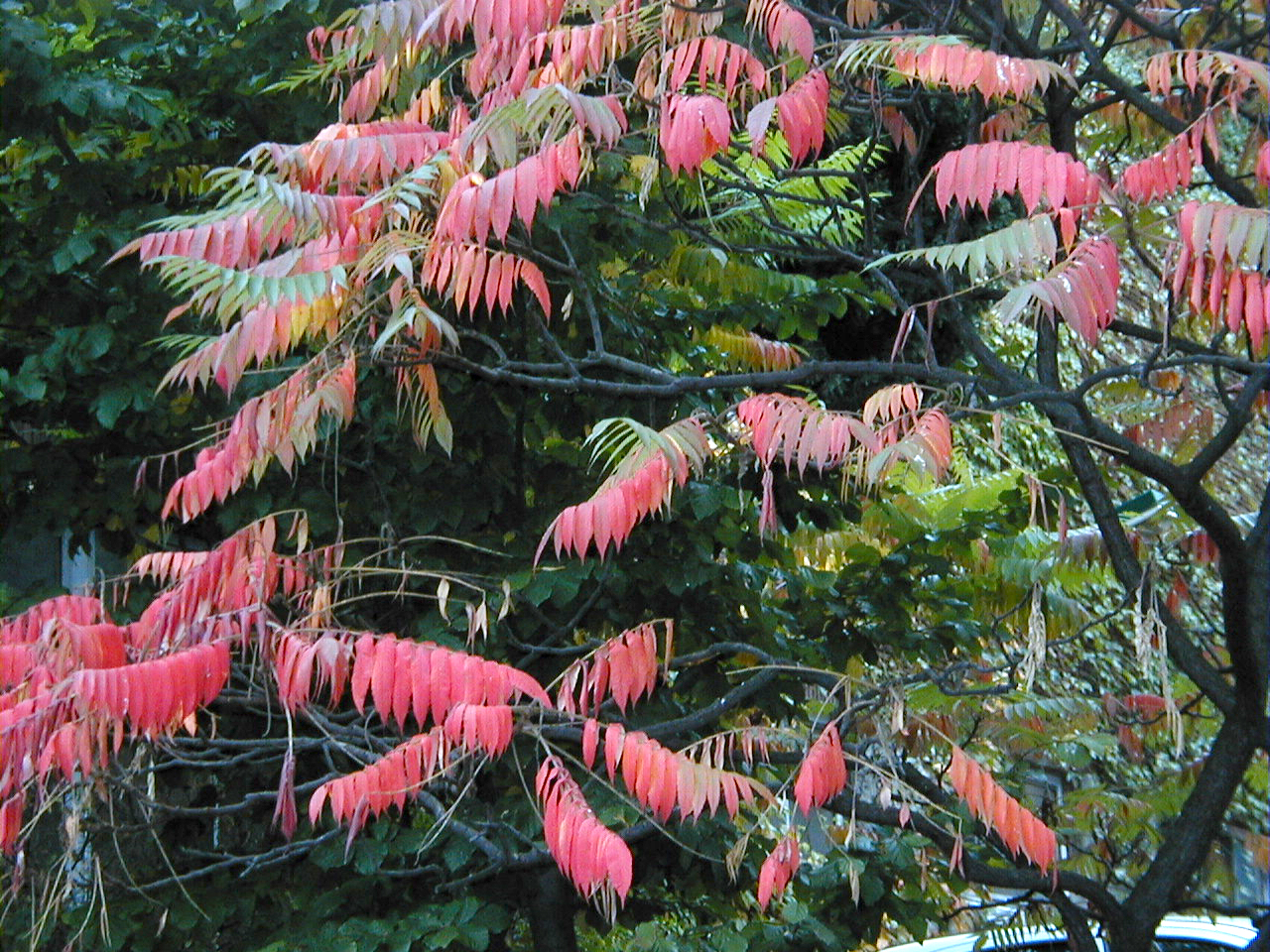
Podzimní zbarvení škumpy orobincové
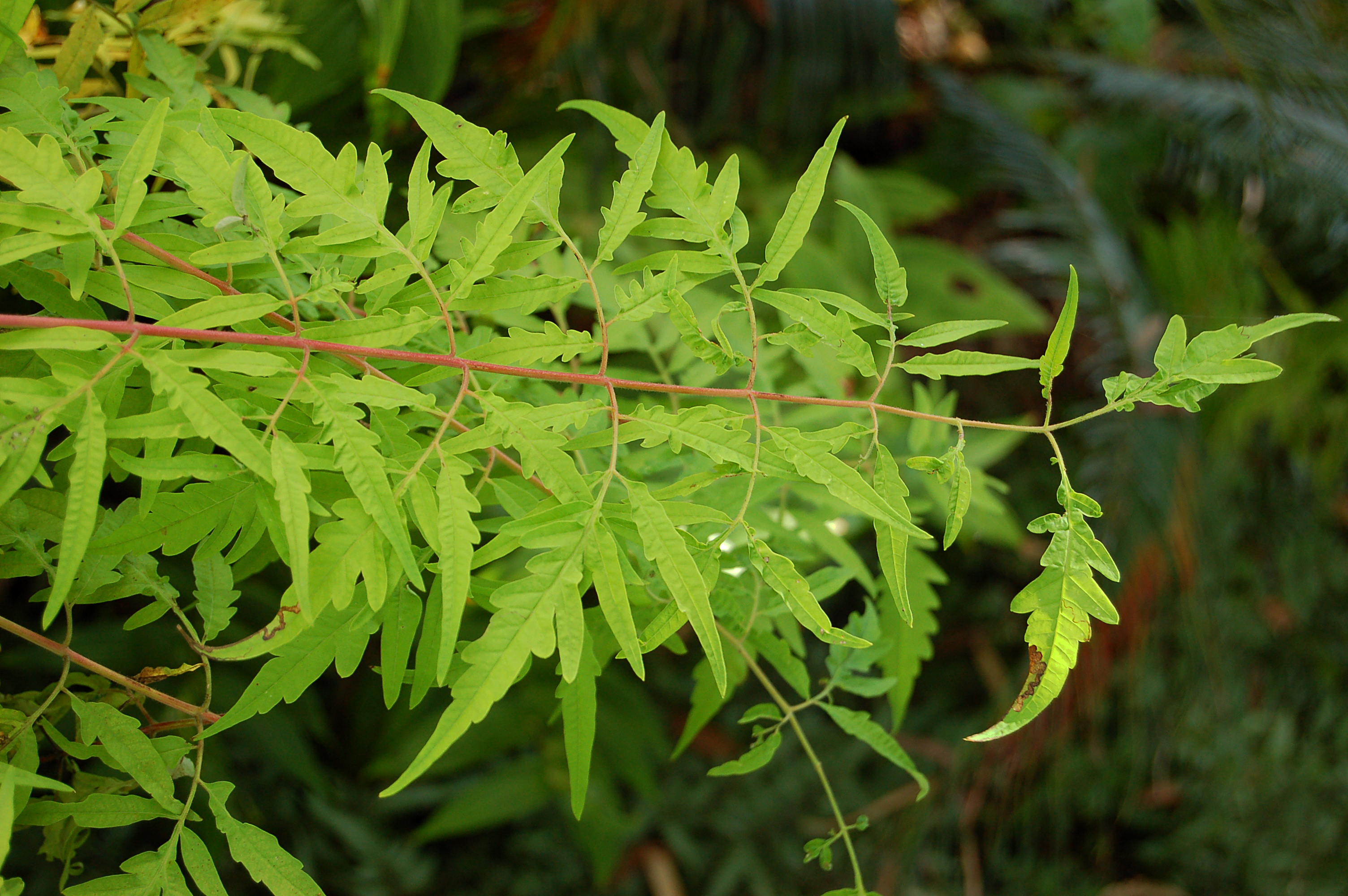
Okrasný kultivar škumpy orobincové 'Tiger Eyes'

## Přehled rodů
Abrahamia,
Actinocheita,
Allospondias,
Amphipterygium,
Anacardium,
Androtium,
Antrocaryon,
Astronium,
Attilaea,
Baronia,
Blepharocarya,
Bonetiella,
Bouea,
Buchanania,
Campnosperma,
Campylopetalum,
Cardenasiodendron,
Choerospondias,
Comocladia,
Cotinus,
Cyrtocarpa,
Dobinea,
Dracontomelon,
Drimycarpus,
Euroschinus,
Faguetia,
Fegimanra,
Gluta,
Haematostaphis,
Haplorhus,
Harpephyllum,
Heeria,
Holigarna,
Koordersiodendron,
Lannea,
Laurophyllus,
Lithraea,
Loxopterygium,
Loxostylis,
Malosma,
Mangifera,
Mauria,
Melanochyla,
Melanococca,
Metopium,
Micronychia,
Mosquitoxylum,
Myracrodruon,
Nothopegia,
Ochoterenaea,
Operculicarya,
Orthopterygium,
Ozoroa,
Pachycormus,
Parishia,
Pegia,
Pentaspadon,
Pistacia,
Pleiogynium,
Poupartia,
Protorhus,
Pseudosmodingium,
Pseudospondias,
Rhodosphaera,
Rhus,
Schinopsis,
Schinus,
Sclerocarya,
Searsia,
Semecarpus,
Smodingium,
Solenocarpus,
Sorindeia,
Spondias,
Swintonia,
Tapirira,
Thyrsodium,
Toxicodendron,
Trichoscypha